# Dexithea fabricii
Dexithea fabricii là một loài bọ cánh cứng trong họ Cerambycidae.